# Liste der Kulturdenkmäler in Koblenz-Rauental
In der Liste der Kulturdenkmäler in Koblenz-Rauental sind alle Kulturdenkmäler im Stadtteil Koblenz-Rauental der rheinland-pfälzischen Stadt Koblenz aufgeführt. Grundlage ist die Denkmalliste des Landes Rheinland-Pfalz (Stand: 28. Juni 2023).
Die Kulturdenkmäler sind Teil des seit 2002 bestehenden UNESCO-Welterbes Oberes Mittelrheintal.

## Denkmalzonen
| Bezeichnung                    | Lage                   | Baujahr | Beschreibung | Bild                           |
| ------------------------------ | ---------------------- | ------- | --- | ------------------------------ |
| Denkmalzone Jüdischer Friedhof | Schlachthofstraße Lage | 1303    | 1303 angelegt, mehrfach aufgehoben und zerstört, rund 700 Grabsteine, 1677/78 (?) und 1729/30, vor allem aus dem 19. und 20. Jahrhundert; Trauerhalle 1925 (Schlachthofstraße 5), Umbau zur Synagoge 1951, Architekt Helmut Goldschmidt, Anbau 1962 | weitere Bilder Fotos hochladen |

## Einzeldenkmäler
| Bezeichnung                           | Lage                       | Baujahr   | Beschreibung | Bild                           |
| ------------------------------------- | -------------------------- | --------- | --- | ------------------------------ |
| Katholische Pfarrkirche St. Elisabeth | Moselweißer Straße 37 Lage | 1953–1954 | Saalbau, 1953/54, Architekten Dominikus und Gottfried Böhm, freistehender Glockenturm, 1962; zugehörig ehemaliges Pfarrhaus (St.-Elisabeth-Straße 6), Backsteinbau mit flachem Walmdach | weitere Bilder Fotos hochladen |
| Viehmarkthalle des Schlachthofs       | Schlachthofstraße 66 Lage  | 1911–1913 | ehemalige Viehmarkthalle des städtischen Schlachthofs; dreischiffiger Stahlbetonbau, 1911/13, Architekt Friedrich Wilhelm Maeckler                                                      | weitere Bilder Fotos hochladen |